# 华裔卡
华裔卡，是指中华人民共和国政府可能在未来签发的一种面向海外华人群体的永久居留证件，目前相當大功能被更全面全國性的中國人才簽證優惠制度所取代。

## 背景
据统计，中国实行改革开放以来的40年中，已有超過1000万人移民海外。目前海外华裔总数至少6000万人。
中华人民共和国不承认双重国籍。虽然中国从2004年以来对外籍人士实行“永久居留证”制度，也称中国“绿卡”。但由于设立的标准过高，控制过严，实际发放数量很少，年均发卡248张，根本不能够满足吸引大量外国高级人才的需要，更不要说满足人数庞大的外籍华人的要求。
2012年，美国华人全国委员会联合世界其它国家130多个华人组织，向中国两会发出了建言信，呼吁中国政府发放“海外华人身份证”，以解决海外华人在中国遇到的实际困难。
CCG主任、国际人才蓝皮书主编王辉耀透露，2017年8月，在发布人才报告之前，他出席了有国侨办和公安部等领导参与的一个内部研讨会。在会上，相关中国政府官员表示，目前限制“华裔卡”推行的原因十分复杂，但实际上类似“华裔卡”的部分政策已在实施，主要包含三个部分：
第一，在全国范围内，海外华人一旦回到中国，只要有亲戚在，就可以给三年的居留签证，这相当于是一个三年的小“华裔卡”。该政策在中国都通行，海外华人可以随时向中国公安部致电咨询；第二，在侨乡广东推出了16条相关政策，原籍广东的华人可以给五年的往返居留签证；第三，在北京中关村，只要回来的华人是博士学历，以及其它符合中关村人才标准的华人，就可以拿到中国绿卡，而且除北京外，上海也有类似政策规定。

## 官方态度
针对近日关于北京市中关村将试点“华裔卡”制度的消息，中关村管委会相关负责人接受美国《侨报》记者采访时表示这是媒体误读，目前华裔卡的制度并未实行。该政策仅是中关村向中央提出的一个建议，目前仍在调研阶段，是否可行有待中国国务院、公安部、外交部等中央机关的批准。
2016年1月12日，中国公安部在其网站发布支持北京创新发展的20项出入境政策措施，其中包括外籍华人具有博士研究生及以上学历或在中关村企业连续工作满4年，每年在中国境内实际居住累计不少于6个月，可直接申请在华永久居留。

## 参見
- 中华人民共和国外国人永久居留身份证
- 韩国F-4签证（韩裔卡）
- 印裔卡（英语：Overseas_Citizenship_of_India#Persons_of_Indian_Origin_Card）